# Central Intelligence Agency
« CIA » redirige ici. Pour les autres significations, voir CIA (homonymie).
Ne doit pas être confondu avec FBI.
La Central Intelligence Agency (CIA, « agence centrale de renseignement » en français), fondée en 1947 par le National Security Act, est l'une des agences de renseignement les plus connues des États-Unis. Elle est chargée de l'acquisition du renseignement (notamment par l'espionnage) et de la plupart des opérations clandestines effectuées hors du sol américain.
La CIA a le statut juridique d'agence indépendante du gouvernement des États-Unis et dépend du directeur du renseignement national.

## Présentation

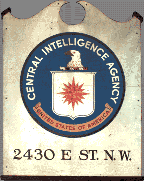
Emblème figurant sur le premier bâtiment de la CIA à Washington, D.C..

La CIA, fondée dans le cadre du National Security Act entré en vigueur le 18 septembre 1947,, a son quartier général depuis 1961 sur le site de Langley, dans la ville de McLean en Virginie, aux États-Unis, à environ 40 km de Washington. Auparavant elle occupait des bâtiments délabrés connus sous le nom de Foggy Bottom, situés au 2430 E Street à Washington. Elle a le droit de garder secrètes la plupart de ses caractéristiques : nombre d'employés, budget,, etc.
D'après un document fourni par Edward Snowden, le budget alloué à la CIA pour l'année 2012 s'élève à 15,3 milliards de dollars. Son budget en 2010 avait été évalué à 10 milliards de dollars américains, sur un programme de renseignement national s'élevant à 53 milliards. En 2009, l'ensemble des seize agences - aujourd'hui dix-sept - de l'Intelligence Community avait un budget annuel de 75 milliards de dollars et employait quelque 200 000 personnes dans le monde, y compris des entrepreneurs privés.

### Organisation
La CIA s'organise en quatre directions principales :
- la direction de l'Analyse (Directorate of Analysis, ex-Directorate of Intelligence), qui constitue la branche analyse de la CIA et qui est responsable de l’exploitation et de la diffusion du renseignement ;
- la direction de la science et technologie, qui a pour mission de concevoir de nouvelles technologies pour l’aide à la recherche du renseignement ;
- la direction des Opérations, qui est responsable de la collecte du renseignement. Cette direction est également responsable du recrutement, de la formation et du suivi des agents de renseignements en poste à l’étranger. Sa Special Activities Division est responsable de la conduite des opérations clandestines ;
- la direction du soutien qui est responsable de tout le soutien de la CIA (communications, sécurité, logistique, services médicaux et financiers).

À l'étranger, les antennes de la direction des opérations sont habituellement basées dans les missions diplomatiques américaines. On distingue les postes (stations), typiquement une par pays et basée dans l'ambassade américaine située dans la capitale du pays hôte, et les bases, antennes plus petites situées dans d'autres grandes villes. Le chef de poste de la CIA a autorité sur les éventuelles bases situées dans le même pays.
Parallèlement aux officiers opérant sous couverture diplomatique, la CIA utilise également des officiers utilisant d'autres couvertures (par exemple celles d'hommes d'affaires) dites nonofficial cover (NOC). Bien que présenté comme le type d'agent idéal à la situation de l'après-guerre-froide dans la presse,, l'expérience de la CIA avec les NOC a été mitigée, car ils ne sont pas forcément plus efficaces pour approcher ses cibles, sont très coûteux, plus exposés, ce qui n'incite pas à les mêler à des opérations risquées.
En 2004, la CIA avait environ 1 100 officiers traitants en service dans le monde, dont environ 160 NOC et 100 DCO (diversified cover officers, contractuels travaillant outre-mer).

#### Présence sur le territoire des États-Unis
La CIA n'est pas autorisée à espionner des Américains. Elle effectue des opérations sur le territoire des États-Unis depuis au minimum les années 1960. Parmi ces opérations : le recrutement clandestin de citoyens étrangers se trouvant en territoire américain pour qu'ils fournissent des renseignements sur leur pays d'origine ou des pays tiers. Par exemple, un cas fut rendu public vers 1983-1984 concernant un Afghan recruté sur le territoire américain. Revenu en Afghanistan, il a été retourné par les services secrets afghans et soviétiques. L'opération a abouti à l'expulsion de son officier traitant, Richard Vandiver. Ces activités tendent à être coordonnées avec le FBI. Dans les années 1980, le FBI et la CIA ont ainsi collaboré dans le programme Courtship, concernant les opérations de recrutement et de traitement de Soviétiques en territoire américain. Aldrich Ames a en particulier traité deux informateurs soviétiques de la CIA à New York, Sergueï Fedorenko et Arkadi Chevtchenko, puis tenté de recruter des Soviétiques aux États-Unis.
Un autre rôle de la CIA aux États-Unis consiste à interroger (« débriefer ») des citoyens américains lui fournissant volontairement des informations, typiquement des personnes revenant d'un voyage dans un pays étranger.
En 2001, ces activités étaient regroupées dans la National Resources (NR) Division qui comptait environ 500 officiers dans 36 grandes villes. Des stations de la CIA ont été signalées entre autres à New York, Washington, Seattle, Dallas, Houston, Pittsburgh et Chicago. Leurs couvertures sont soit commerciales, soit, à New York, sous couvert de l'ONU, diplomatiques.

### Effectifs, recrutement et formation

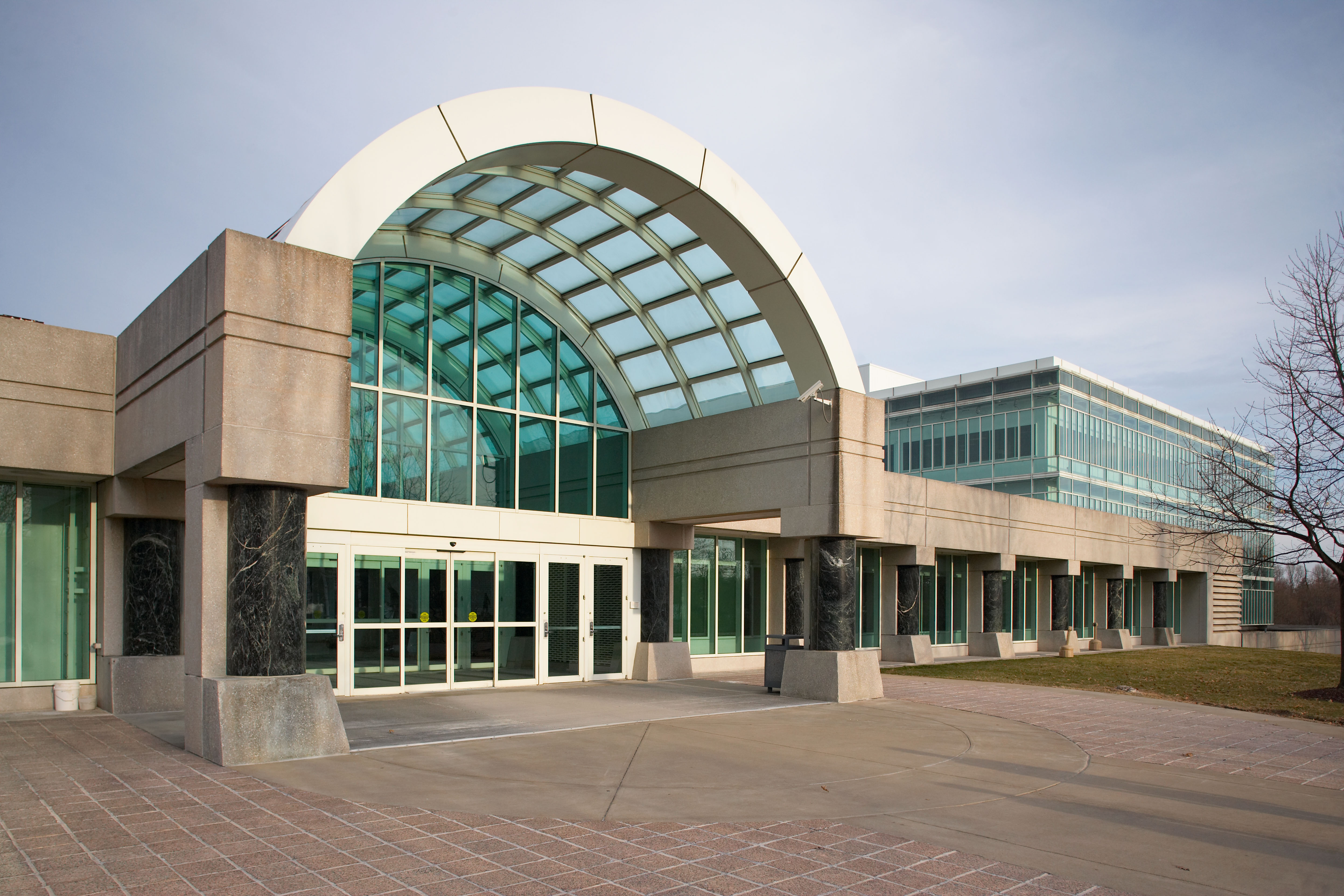
Vue du siège de la CIA.

Le personnel de la CIA était prévu à 22 000 employés en 2012, en augmentation depuis le 11 septembre 2001 où il était estimé à 17 000.
En 2003, la plus importante promotion de nouveaux agents de la CIA depuis 50 ans est arrivée. Elle est composée à 70 % de civils n'ayant jamais travaillé pour le gouvernement et d'un tiers de femmes, 12 % des recrutés sont issus de minorités ethniques et presque tous pratiquent avec aisance une langue étrangère.
Formées durant un an au centre d'entraînement de la CIA à Camp Peary baptisé « La Ferme », ces recrues ont intégré le siège de Langley avec un salaire de départ de 45 000 à 60 000 dollars. Ces personnes ont été choisies parmi les 300 000 CV que l'agence a reçus entre 2001 et 2002, un quart provenant de l'étranger, le plus souvent de citoyens européens. Seuls les citoyens américains peuvent postuler à la CIA.

### Installations
- Harvey Point Defense Testing Activity, surnommé « le Point », près d'Hertford en Caroline du Nord[18].
- Le quartier-général du service, bâti à Langley, en Virginie. Il a été baptisé George Bush Center for Intelligence en 1999[19].
- Le site de Camp Peary (38 km2), surnommé « la Ferme », près de Williamsburg, en Virginie, est notamment le centre d'entraînement des officiers traitants[20].

### Rôles
La CIA est chargée de deux rôles : d'une part fournir et analyser des informations sur les gouvernements, les entreprises et les individus de tous les pays du monde pour le compte du gouvernement américain, d'autre part conduire des opérations clandestines à l'étranger. Ces dernières, bien que souvent citées, ne représenteraient qu'environ 3 % des dépenses de l'agence.
Son efficacité dans l'accomplissement de ces deux fonctions est critiquée.
En ce qui concerne la fonction informative, on peut relever que la CIA a été incapable de prévenir le président de nombreux évènements tels que « la première bombe atomique soviétique (1949), l'invasion de la Corée du Sud (1950), les soulèvements antisoviétiques en Allemagne de l'Est (1953) et en Hongrie (1956), le déploiement de missiles soviétiques à Cuba (1962), la guerre israélo-arabe de 1967 et l'invasion du Koweït par Saddam Hussein en 1990. » Elle a surestimé les capacités militaires soviétiques dans les années 1950 puis les a sous-estimées dans les années 1970. Le bilan des opérations secrètes est également très critiquable. Le « service le moins secret » était tenu en piètre estime par plusieurs présidents dont Richard Nixon qui disait de ses analystes qu'ils étaient « des clowns lisant des journaux ». La CIA n'a pas pu non plus avoir des informations précises les jours précédant les attentats du 11 septembre 2001 contre le World Trade Center, le Pentagone et Shanksville.
Concernant la partie des actions clandestines, si elle a bénéficié d'une réussite favorisée par des conditions spécifique au cours des années 1950, au Guatemala avec l'opération PB Success, puis en Iran pour rétablir le Shah d'Iran pour protéger les investissements des compagnies pétrolières, elle a en revanche montré un grave niveau d'incompétence à partir des années 60 et notamment lors de l'opération de débarquement de la Baie des Cochons, planifiée sous Dwight Eisenhower et exécutée sur le mandat de John F Kennedy, en avril 1961, qui visait la neutralisation du régime de Fidel Castro sur l'île de Cuba. L'opération qui fut un désastre militaire, politique et diplomatique fut qualifiée de "perfect failure" ou échec parfait.

### Législation
Actuellement la CIA est sérieusement réglementée et surveillée par les pouvoirs exécutifs et législatifs américains, ce qui n'a pas toujours été le cas par le passé. Elle conclut en 1954 avec le ministère de la Justice un accord afin d’empêcher toute poursuite à l'encontre des agents qui auraient commis des crimes et pourraient faire des révélations confidentielles lors d'une éventuelle audience.
Depuis la création de la CIA jusqu'au milieu des années 1970, aucun contrôle parlementaire n'a été établi sur « l'agence » (ni sur les autres services de renseignements américains). En 1975, deux commissions d'enquête parlementaires, dites commissions Church et Pike, auront droit d'enquêter sur les activités passées des services de renseignement.
Depuis 1975, le Congrès maintient deux commissions chargées de superviser les activités des services de renseignement américains, l'une, le SSCI (Senate Select Committee on Intelligence) dépendant du Sénat, l'autre, le HPSCI (House Permanent Select Committee on Intelligence), constituée par des membres de la chambre des représentants. Depuis cette époque, l'exécutif américain a établi un certain nombre de lois restreignant notamment les possibilités de mener des opérations clandestines, notamment par des Executive Orders émis par les présidents Gerald Ford (Executive Order 11 905), Jimmy Carter (E.O. 12 036) et Ronald Reagan (E.O. 12 333). La CIA n'a actuellement pas le droit de mener des actions sur le territoire des États-Unis, de mener des opérations clandestines sans en informer préalablement les commissions parlementaires, et, sauf ordre spécial du président des États-Unis, de procéder ou de contribuer à un assassinat.

## Histoire
La CIA est l'héritière de l'Office of Strategic Services, service de renseignement en temps de guerre, créé par Franklin Delano Roosevelt après l'attaque de Pearl Harbor. La CIA est créée par le président Harry S. Truman en 1946 afin d'assurer à l'Amérique un service de renseignement efficace en temps de paix comme de guerre.

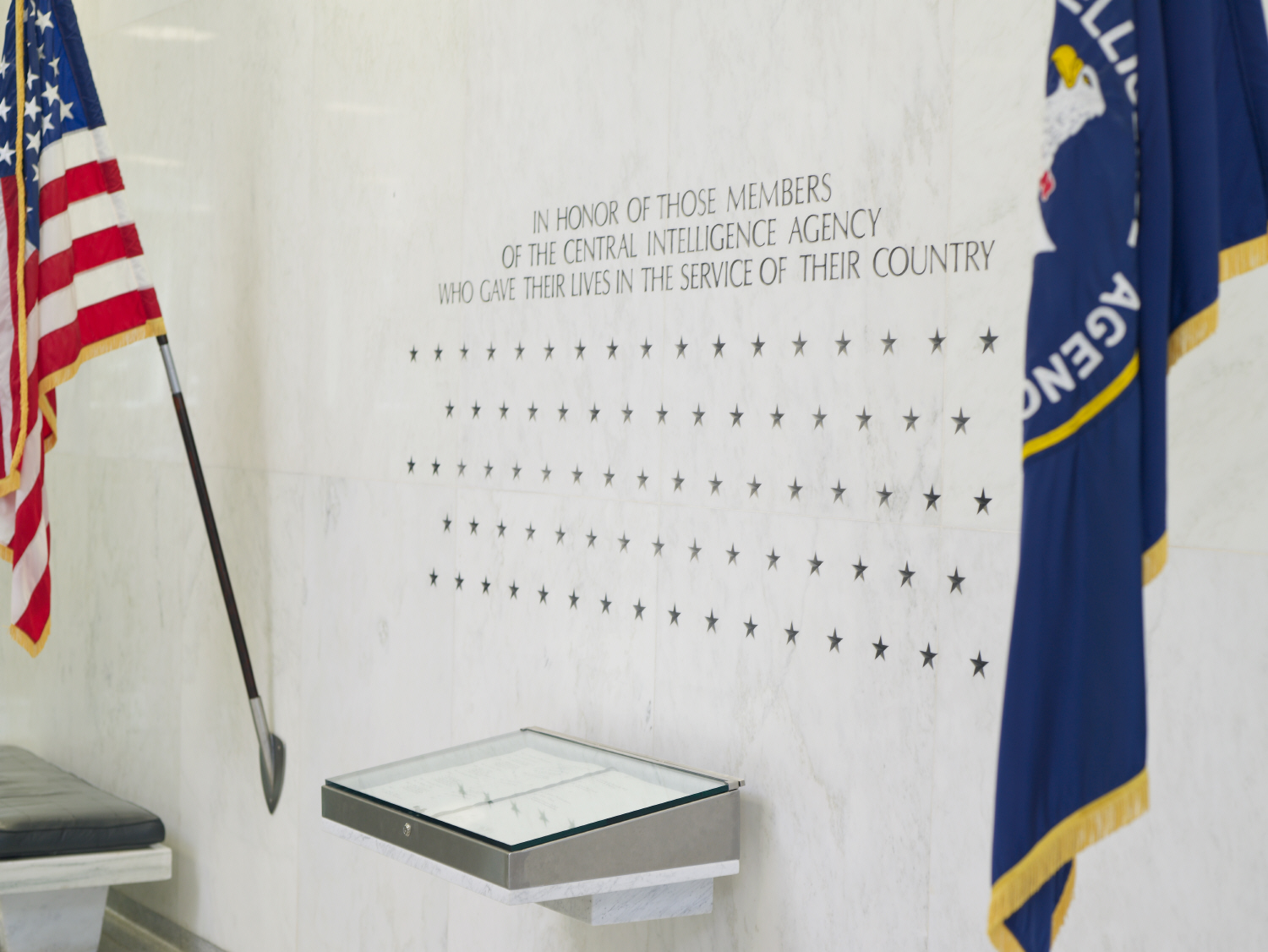
Le Memorial Wall de la CIA honorant la mémoire des officiers de la CIA morts durant leur service, une étoile représente une personne. En 1997, il y avait 70 étoiles, 79 en 2002, 83 en 2004, 102 au 1er juin 2010, et 137 en mai 2021.

Avec l'arrivée de l'administration Obama, Michael Hayden, directeur sortant, a écrit une liste de préoccupations par ordre d'importance pour la CIA en 2009 :
1. Al-Qaïda et ses franchises restent le danger numéro un pour les États-Unis.
2. La lutte contre les narcotrafiquants au Mexique.
3. Le programme d'armes de destruction massive en Iran.
4. Les approches de plus en plus divergentes entre l'Europe et les États-Unis concernant la « guerre contre le terrorisme ».
5. L'instabilité provoquée par le faible prix du pétrole sur des États producteurs comme le Venezuela et l'Iran.
6. La situation au Pakistan, qualifié de « pays ami », qui est en butte à des difficultés internes très importantes.
7. L'Afghanistan et la traque de Ben Laden (effectué).
8. La Corée du Nord et son arsenal nucléaire.
9. La République populaire de Chine et sa réaction face à la crise économique de 2008-2009.
10. Le Proche-Orient qui reste une zone de tension extrêmement importante.

## Opérations à l'étranger

### Opérations de renseignement
- Opération PBJointly ou opération Gold : un tunnel creusé à partir de Berlin-Ouest pour mettre sur écoute des câbles souterrains de communications militaires soviétiques sous Berlin-Est[29] ;
- Projet Aquatone : programme de l'avion Lockheed U-2 ;
- Projet Coldfeet : fouille d'une base arctique soviétique abandonnée en 1962[30] ;
- Projet Corona : premiers satellites espions de la série Corona ;
- Projet Jennifer : tentative de récupération en 1974 d'un sous-marin soviétique qui avait coulé près d'Hawaï ;
- Projet Oxcart : programme de l'avion Lockheed A-12.
- Opération Rubicon : 120 gouvernements à travers le monde s'en sont remis à l'entreprise suisse Crypto AG pour assurer la confidentialité des communications de leurs espions, militaires et diplomates. Propriété de la CIA et des renseignements ouest-allemands, l'entreprise a permis à ces deux services de déchiffrer les messages codés entre les années 1960 et 2010. L'Union soviétique et la Chine, méfiantes, n'ont jamais compté parmi les clients de Crypto. La CIA a cependant pu prendre connaissance d'une partie de leurs échanges grâce à des pays tiers munis d'appareils trafiqués. La CIA estime avoir pu lire 80 à 90 % des messages codés iraniens envoyés à la fin des années 1980. Elle a également pu espionner les communications égyptiennes lors des négociations de Camp David en 1978, les messages argentins pendant la guerre des Malouines en 1982, ou encore collecter des informations décisives lors de l'invasion du Panama en 1989[31].

### Actions politiques
La CIA a influencé parfois de façon décisive l'histoire politique des États dans lesquels elle est intervenue au nom des intérêts des États-Unis. Elle a créé ou soutenu plusieurs mouvements insurrectionnels, qu'ils soient armés ou non (particulièrement en Amérique latine, dans le monde arabe ou en Asie).
Parmi les opérations connues :
- Manipulation des élections dans l'Italie et l'Allemagne des années 1940 (post-Seconde guerre mondiale) et 1950[32].
- Le soutien aux partisans du chah d'Iran pour le renversement du premier ministre Mohammad Mossadegh, en Iran en 1953 via l'opération Ajax.
- En 1954, au Guatemala, renversement du président Jacobo Arbenz via l'opération PBSuccess - bien que les rebelles organisés par les États-Unis soient indigents, le pouvoir craint une intervention militaire directe et le président préfère démissionner, ce qui débouche sur la mise en place du dictateur Carlos Castillo Armas.
- En 1960-1961, dans le cadre de l'opération menée contre Fidel Castro à Cuba, entraînement des exilés cubains anti-castristes pour le débarquement de la baie des Cochons.
- L'opération Mongoose en 1961-1962 (autres projets pour renverser Fidel Castro).
- Au Laos, de 1962 à 1975, organisation d'une armée laotienne, connue sous le nom « d'Armée secrète ».
- Programme Phoenix durant la guerre du Viêt Nam.
- Le coup d'État du maréchal Lon Nol au Cambodge le 18 mars 1970 pour renverser le roi Norodom Sihanouk pourrait avoir été appuyé par des agents de la CIA (implication non prouvée).
- Souvent allégué à la CIA, le soutien au coup d'État du 11 septembre 1973 au Chili renversant Salvador Allende est réfuté par la commission parlementaire Church qui conclut à l'absence d'implication directe. En revanche, il existait des plans contre Allende en 1970 qui échouent dans leurs premiers stades.
- La lutte contre l'Union soviétique en Afghanistan dans les années 1980, alliée à l'Inter-Services Intelligence (services secrets pakistanais) et aux services saoudiens, formant des moudjahidins.
- Aide à l'Irak durant la guerre Iran-Irak. L'Iran est également aidé dans le cadre de l'affaire Iran-Contra.
- Soutien à la guérilla des Contras au Nicaragua et minage des ports du pays[33]. La CIA permit également aux Contras de se livrer au trafic de drogue en direction des États-Unis[34].
- Arrêt du programme de recherche clandestin d'armement nucléaire de Taïwan en décembre 1987[35].
- En 1989, la CIA, en coordination avec la DGSE et le Secret Intelligence Service, réussit à exfiltrer plusieurs centaines de dissidents politiques chinois visés par la répression après les manifestations de la place Tian'anmen (opération Yellow Bird ordonnée par George H. W. Bush[36]).
- Depuis les années 1990, elle est soupçonnée de pratiquer l'extraordinary rendition, pratique consistant à enlever une personne et à l'envoyer en secret dans un pays où la torture est pratiquée pour qu'elle y soit interrogée. L'Italie a pour la première fois engagé des poursuites en justice contre ces actions en 2005[37], à la suite de l'enlèvement d'un Égyptien à Milan.

### Actions culturelles
- Radio Free Europe et Radio Free Asia, des radios à destination du bloc communiste, furent en partie financées par la CIA jusqu'en 1971.

- Le Congrès pour la liberté de la culture fut un organe culturel financé secrètement par la CIA basé à Paris. La CIA a exercé dans les années 1950 et 1960 en Europe une influence culturelle occulte par l'intermédiaire de ce Congrès. Elle a financé et soutenu secrètement des revues culturelles comme Preuves en France, Monat en Allemagne où écrivait Heinrich Böll, Encounter au Royaume-Uni et des personnalités comme Heinrich Böll, Raymond Aron, ou l'écrivain italien Ignazio Silone, et soutenu l'art abstrait et informel. Des personnalités comme Alberto Moravia et Pablo Neruda furent visés par des campagnes de calomnie orchestrées par la CIA par l'intermédiaire d'intellectuels comme René Tavernier.[réf. nécessaire] La CIA a cherché à réduire l'influence du marxisme parmi les intellectuels et les journalistes européens[38]. Le scandale éclate en 1967 : le financement de la CIA devient public bien que la grande presse soit discrète sur le sujet. La revue Monat est ensuite vendue au journal Die Zeit.

- La CIA a soutenu l'expressionnisme abstrait[39].

## Directeurs

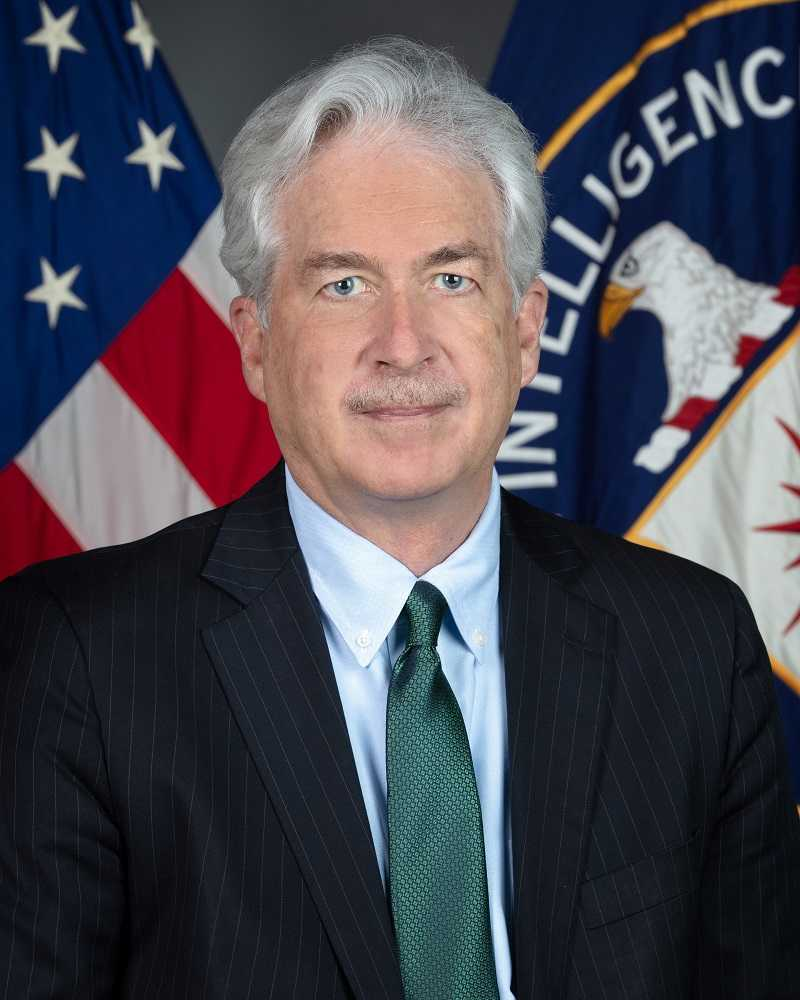
William Joseph Burns, directeur de la CIA de 2021 à 2024.

Le directeur (Director of Central Intelligence, DCI) dirige la CIA et toute la communauté du renseignement.
- 23 janvier 1946-10 juin 1946 : Sidney W. Souers ;
- 10 juin 1946-1er mai 1947 : Hoyt S. Vandenberg ;
- 1er mai 1947-7 octobre 1950 : Roscoe Henry Hillenkoetter ;
- 7 octobre 1950-9 février 1953 : Walter B. Smith ;
- 26 février 1953-29 novembre 1961 : Allen Dulles ;
- 29 novembre 1961-28 avril 1965 : John McCone ;
- 28 avril 1965-30 juin 1966 : William F. Raborn ;
- 30 juin 1966-2 février 1973 : Richard Helms ;
- 2 février 1973-2 juillet 1973 : James Schlesinger (par intérim) ;
- 4 septembre 1973-30 janvier 1976 : William Colby ;
- 30 janvier 1976-20 janvier 1977 : George H. W. Bush ;
- 9 mars 1977-20 janvier 1981 : Stansfield Turner ;
- 28 janvier 1981-29 janvier 1987 : William Casey ;
- 26 mai 1987-31 août 1991 : William H. Webster ;
- 2 septembre 1991-11 novembre 1991 : Richard Kerr (par intérim) ;
- 12 novembre 1991-1er janvier 1993 : Robert Gates ;
- 2 février 1993-10 janvier 1995 : James Woolsey ;
- 10 mai 1995-15 décembre 1996 : John M. Deutch ;
- 11 juillet 1997-11 juillet 2004 (a démissionné le 3 juin 2004) : George Tenet ;
- 11 juillet 2004-10 août 2004 : John E. McLaughlin (par intérim) ;
- 24 septembre 2004-21 avril 2005 : Porter Goss.

À partir d'avril 2005, conformément à l'Intelligence Reform and Terrorism Prevention Act de 2004, le poste de directeur est remplacé par ceux de directeur de la CIA (Director of the Central Intelligence Agency) et de directeur du renseignement national (Director of National Intelligence, DNI, directeur de la communauté du renseignement).
- 21 avril 2005-26 mai 2006 : Porter Goss ;
- 30 mai 2006-12 février 2009 : général Michael Hayden ;
- 13 février 2009-1er juillet 2011 : Leon Panetta ;
- 1er juillet 2011-6 septembre 2011 : Michael Morell (par intérim) ;
- 6 septembre 2011-9 novembre 2012 : général David Petraeus ;
- 9 novembre 2012-8 mars 2013 : Michael Morell (par intérim) ;
- 8 mars 2013-20 janvier 2017 : John O. Brennan ;
- 20 janvier 2017-23 janvier 2017 : Meroe Park (par intérim) ;
- 23 janvier 2017-26 avril 2018 : Mike Pompeo ;
- 26 avril 2018-20 janvier 2021 : Gina Haspel ;
- 20 janvier 2021-23 mars 2021 : David Cohen (par intérim) ;
- 23 mars 2021-20 janvier 2025: William Joseph Burns
- 20 janvier 2025-23 janvier 2025: Thomas Sylvester Jr. (par intérim)
- Depuis le 23 janvier 2025: John Ratcliffe

### Directeurs adjoints

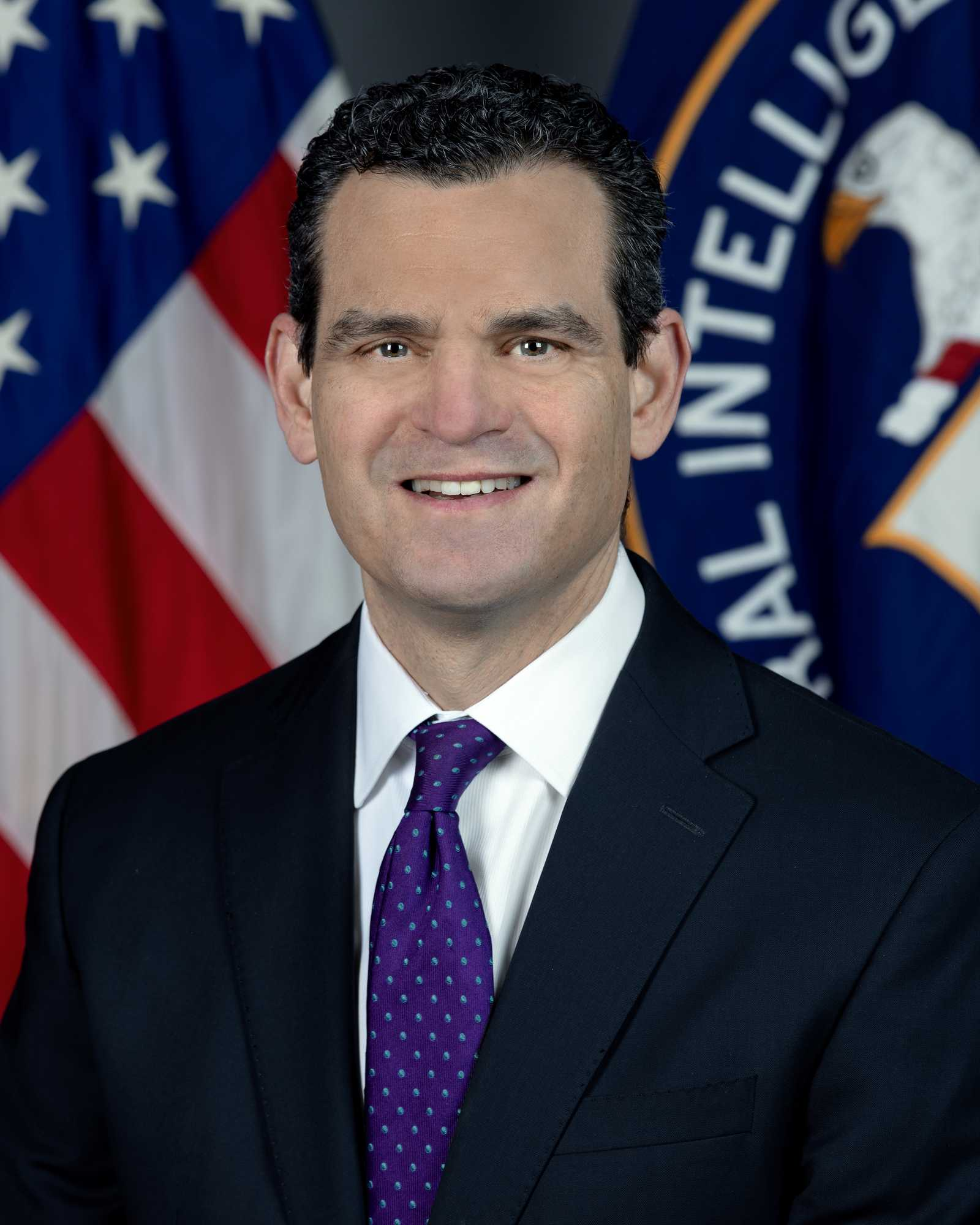
David S. Cohen directeur adjoint de la CIA de 2021 à 2024.

Le directeur adjoint (Deputy Director of Central Intelligence, DDCI) est le sous-directeur de la CIA. Le premier, Kingman Douglass, avait été nommé par le directeur. En avril 1953, le Congrès a amendé le National Security Act pour permettre au président des États-Unis de nommer lui-même le directeur adjoint. L'amendement stipule que le directeur et le directeur adjoint ne peuvent être simultanément des officiers militaires. Avec l'adoption de l'Intelligence Reform and Terrorism Prevention Act en 2004, cette fonction est supprimée et remplacée par celle de directeur adjoint de la CIA.
- mars 1946-juillet 1946 : Kingman Douglass ;
- janvier 1947-mars 1949 : Edwin Kennedy Wright ;
- octobre 1950-août 1951 : William Harding Jackson ;
- août 1951-février 1953 : Allen Dulles ;
- 23 avril 1953-31 janvier 1962 : Lieutenant-général Charles Pearre Cabell (Force aérienne des États-Unis) ;
- avril 1962-avril 1965 : Marshall S. Carter ;
- avril 1965-juin 1966 : Richard Helms ;
- octobre 1966-février 1969 : Rufus Lackland Taylor ;
- mai 1969-décembre 1971 : Robert Everton Cushman, Jr. ;
- mai 1972-juillet 1976 : Vernon Walters ;
- juillet 1976-août 1977 : Enno Henry Knoche ;
- février 1978-février 1981 : Frank C. Carlucci III ;
- février 1981-juin 1982 : Bobby Ray Inman ;
- juin 1982-mars 1986 : John N. McMahon ;
- avril 1986-mars 1989 : Robert Gates ;
- mars 1989-mars 1992 : Richard Kerr ;
- avril 1992-juillet 1995 : William O. Studeman ;
- juillet 1995-juillet 1997 : George Tenet ;
- octobre 1997-juin 2000 : John Alexander Gordon ;
- octobre 2000-novembre 2004 : John E. McLaughlin.

Le directeur adjoint de la CIA (Deputy Director of the Central Intelligence Agency, DD/CIA) remplace le directeur adjoint de l'agence et a pour mission d'assister le directeur et de le remplacer en cas d'indisponibilité ou par intérim.
- 15 juillet 2005-23 juillet 2006 : vice-amiral Albert M. Calland III ;
- 24 juillet 2006-mai 2010 : Stephen Kappes ;
- 7 mai 2010-9 août 2013 : Michael Morell[40] ;
- 9 août 2013-10 janvier 2015 : Avril Haines ;
- 9 février 2015-7 février 2017 : David S. Cohen ;
- 7 février 2017-17 mai 2018 : Gina Haspel ;
- 1er août 2018-20 janvier 2021 : Vaughn Bishop ;
- depuis le 20 janvier 2021 : David S. Cohen.

## CIA World Factbook
Le CIA World Factbook est une source documentaire sur les pays du monde éditée par la CIA, libre de droits.

## Dans la fiction
La saga cinématographique Jason Bourne (2002-2016) a pour toile de fond des programmes secrets de la CIA. Elle se base sur les romans de Robert Ludlum.
Dans les romans de la saga Jack Ryan de Tom Clancy, la CIA joue un rôle proéminent. D'ailleurs, Jack Ryan lui-même est membre de la CIA jusqu'à la fin du roman La somme de toutes les peurs.
La série Homeland (8 saisons de 2012 à 2020) avec les acteurs principaux Claire Danes et Mandy Patinkin se veut hyperréaliste dans l’écriture du scénario avec des agents de la CIA qui font face aux défis du monde actuel.
The Company est une mini-série américaine en trois épisodes, créée par Robert Littell, d'après son roman La Compagnie : le grand roman de la CIA, qui met en scène une histoire fictive de trois espions en pleine guerre froide.
Dans le premier opus de la série de jeux vidéos Tom Clancy's Splinter Cell, le personnage principal Sam Fisher est chargé d'infiltrer les bureaux de Langley pour y déceler la présence d'une taupe au service des géorgiens. 
Les jeux vidéos Call of Duty: Black Ops et ses suites mettent en scène des agents de la Special Activities Division de la CIA. Des agents de la CIA sont en outre jouables dans le mode zombie de Call of Duty: Black Ops II.
La CIA apparaît dans Grand Theft Auto IV, Grand Theft Auto V et Grand Theft Auto: Online, sous le nom de International Affairs Agency (IAA).

### Articles connexes

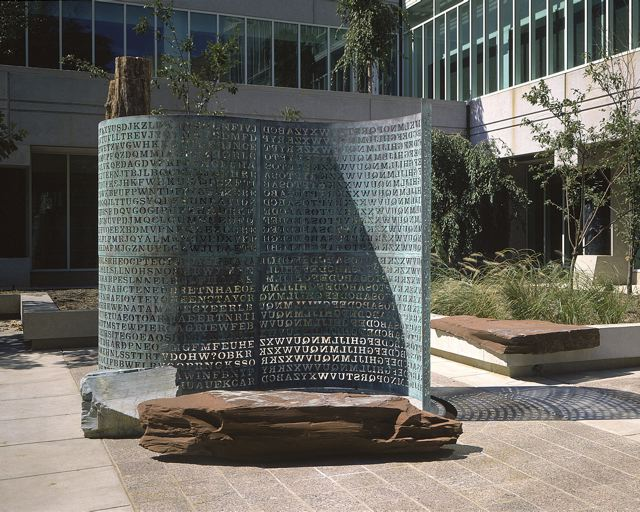
Kryptos, en 1991.